# Krasnokamensk, Zabaykalsky Krai

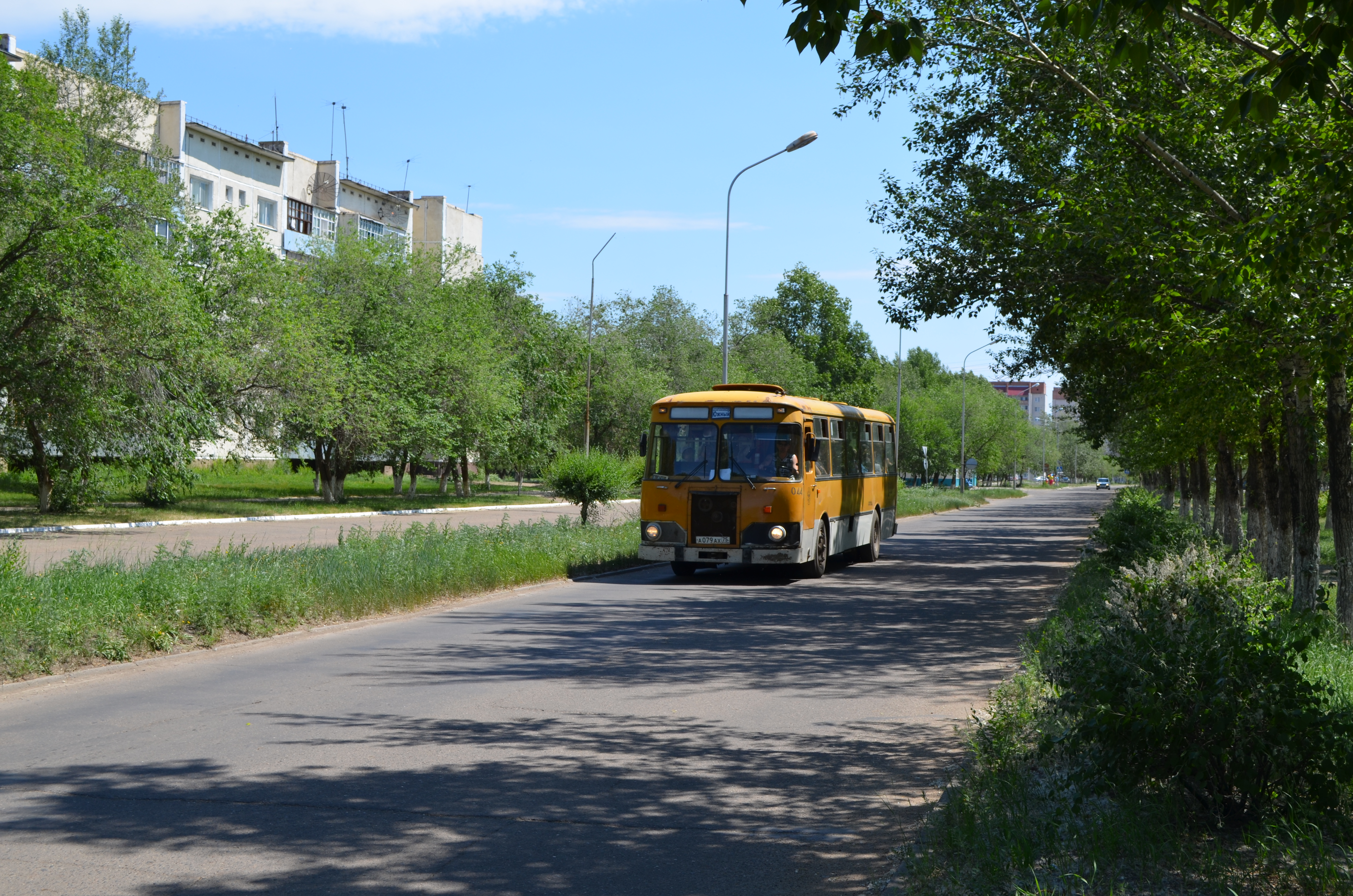
Đường phố ở Krasnokamensk

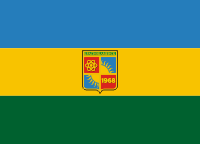
Lá cờ của thành phố

Krasnokamensk, Zabaykalsky Krai (tiếng Nga: Краснокаменск) là một thành phố Nga. Thành phố này thuộc chủ thể Zabaykalsky Krai. Dân số: 55.666 (Điều tra dân số 2010); 55.920 (Điều tra dân số 2002); 66.872 (Điều tra dân số năm 1989).

## Khí hậu
Mặc dù có vĩ độ tương đối về phía nam của Siberia, Krasnokamensk có khí hậu cận Bắc Cực chịu ảnh hưởng của gió mùa (phân loại khí hậu Köppen Dwc), rất gần với khí hậu lục địa ẩm (Dwb). Mùa hè ngắn nhưng rất ấm áp trong khi mùa đông rất lạnh. Lượng mưa tập trung nhiều vào những tháng ấm nhất.
| Tháng                                   | 1             | 2             | 3            | 4           | 5           | 6           | 7           | 8           | 9           | 10          | 11           | 12            | Năm         |
| --------------------------------------- | ------------- | ------------- | ------------ | ----------- | ----------- | ----------- | ----------- | ----------- | ----------- | ----------- | ------------ | ------------- | ----------- |
| Trung bình ngày tối đa °C (°F)          | −20.4 (−4.7)  | −15.5 (4.1)   | −4.9 (23.2)  | 8.0 (46.4)  | 17.6 (63.7) | 24.1 (75.4) | 26.0 (78.8) | 23.3 (73.9) | 16.4 (61.5) | 6.7 (44.1)  | −7.4 (18.7)  | −17.8 (0.0)   | 4.7 (40.4)  |
| Trung bình ngày °C (°F)                 | −26.8 (−16.2) | −23.1 (−9.6)  | −12.6 (9.3)  | 1.0 (33.8)  | 9.9 (49.8)  | 16.7 (62.1) | 19.8 (67.6) | 17.1 (62.8) | 9.6 (49.3)  | 0.0 (32.0)  | −13.8 (7.2)  | −23.7 (−10.7) | −2.2 (28.1) |
| Tối thiểu trung bình ngày °C (°F)       | −33.1 (−27.6) | −30.6 (−23.1) | −20.2 (−4.4) | −6.0 (21.2) | 2.2 (36.0)  | 9.4 (48.9)  | 13.6 (56.5) | 10.9 (51.6) | 2.8 (37.0)  | −6.7 (19.9) | −20.1 (−4.2) | −29.6 (−21.3) | −9.0 (15.9) |
| Lượng Giáng thủy trung bình mm (inches) | 2 (0.1)       | 3 (0.1)       | 4 (0.2)      | 12 (0.5)    | 21 (0.8)    | 56 (2.2)    | 107 (4.2)   | 80 (3.1)    | 39 (1.5)    | 8 (0.3)     | 4 (0.2)      | 4 (0.2)       | 340 (13.4)  |
| Nguồn:                                  |               |               |              |             |             |             |             |             |             |             |              |               |             |

## Thành phố kết nghĩa
- Mãn Châu Lý, Trung Quốc[5]